# 桑原組
株式会社桑原組（くわはらぐみ）は、滋賀県高島市安曇川町西万木にある建設会社。

## 沿革
- 1959年2月14日 桑原組を設立
- 1964年 株式会社桑原組に変更
- 2004年 社名を株式会社K.E.Cに変更
- 2007年 社名を株式会社桑原に変更
- 2010年 社名を株式会社桑原組に変更

## 会社概要
滋賀県高島郡安曇川町青柳（現・高島市安曇川町青柳）で個人経営の建設業として創業。当初は土木作業の請負いが主力で後に総合建設業に変遷していった。滋賀県内が業務のメインであるが、岐阜県・福井県内の業務も拡大化の傾向にある。また、滋賀県・国土交通省近畿地方整備局の推進している環境事業・美化事業に全社協力している。豊郷町立豊郷小学校の改修に貢献。

## 事業所

### 滋賀県
- 本社 〒520-1212 高島市安曇川町西万木926番地
- 大津本店 〒520-0801 大津市におの浜一丁目1番24号
- 彦根支店 〒522-0009 彦根市外町89番地
- 甲賀支店 〒529-1803 甲賀市信楽町牧1669番地1
- 湖南支店 〒520-3022 栗東市上鈎311番6
- 草津営業所 〒525-0036 草津市草津町1660番地7
- 長浜営業所 〒526-0846 長浜市川崎町287番地1
- 近江八幡営業所 〒523-0893 近江八幡市桜宮町206番地20
- 守山営業所 〒524-0022 守山市水保町1255-345

### 岐阜県
- 岐阜支店 〒503-0805 大垣市鶴見町藤沢295番地

### 福井県
- 若狭支社 〒917-0226 小浜市平野22号2番地の1
- 福井支店 〒910-0855 福井市西方二丁目2番38号
- 上中営業所 〒919-2522 三方上中郡若狭町末野第68号1
- 敦賀営業所 〒914-0044 敦賀市堂45号5番地2